# Dave Manders
David Francis „Dave“ Manders (* 20. Februar 1941 in Milwaukee, Wisconsin, USA) Spitzname: Dog ist ein ehemaliger US-amerikanischer American-Football-Spieler. Er spielte als Center in der National Football League (NFL) bei den Dallas Cowboys.

## Jugend
Dave Manders ist der Neffe der ehemaligen NFL-Spieler Jack und Pug Manders. Er wuchs zunächst in seiner Geburtsstadt auf, besuchte nach dem Umzug seiner Eltern allerdings die Kingsford High School in Kingsford, Michigan.
An der Schule spielte er American Football und war nebenbei als Kugelstoßer aktiv. 

## Spielerlaufbahn

### Collegekarriere
Ab dem Jahr 1959 studierte Dave Manders an der Michigan State University und spielte dort für die Michigan State Spartans Football, wobei er zeitweise zusammen mit den späteren NFL-Spielern Wayne Fontes, Herb Adderley und Fred Arbanas auf dem Spielfeld in Erscheinung trat. Die Spartans setzten Manders sowohl in der Defense als Linebacker, als auch in der Offense als Center ein. Obwohl zahlreiche Verletzungen Dave Manders in seinen letzten beiden Spieljahren stark zusetzten, wurde er trotzdem aufgrund seiner sportlichen Leistungen in seinem letzten Spieljahr zum All-American gewählt.

### Profikarriere
Die Profikarriere von Dave Manders begann zögerlich. Im Jahr 1962 schloss er sich kurzzeitig den von Tom Landry trainierten Dallas Cowboys an, kehrte allerdings nach einem Trainingslager mit der Mannschaft in Michigan an sein altes College zurück, um ein Ingenieursstudium zu beenden. Zeitgleich zu seinem Studium spielte er als Halbprofi für die Toledo Tornadoes, die in der United Football League angesiedelt waren. Nach Beendigung seines Studiums arbeitete er kurzfristig für General Mills fragte allerdings nochmals beim Vizepräsidenten der Dallas Cowboys Gil Brandt bezüglich eines weiteren Probetrainings nach. Manders erhielt für die Saison 1964 nach einer überzeugenden Trainingsleistung einen Profivertrag. Es gelang ihm nach seinem Rookiespieljahr Mike Connelly als Starter von der Position des Centers zu verdrängen. Neben der Ballabgabe an den Quarterback der Cowboys Don Meredith hatte er dabei die Aufgabe den eigenen Runningbacks den Weg in die gegnerische Endzone frei zu blocken. 
In den nächsten Spieljahren gelang es Tom Landry und dem General Manager der Cowboys Tex Schramm die Mannschaft mit weiteren Spielern zu verstärken. So erhielt Manders mit der Verpflichtung von John Niland und Ralph Neely Unterstützung in der Offensive Line.
Aufgrund einer Knieverletzung musste David Manders die Saison 1967 aussetzen und kam in den nächsten beiden Spieljahren lediglich als Ersatzspieler zum Einsatz. Im Spieljahr 1970 konnte er seine Stammposition wiedererlangen und fungierte fortan als Center für die beiden Quarterbacks Craig Morton und Roger Staubach. In demselben Spieljahr konnten das Team aus Texas zehn von 14 Spielen in der Regular Season gewinnen. Manders zog daraufhin mit seiner Mannschaft in die Play-offs ein. Nach einem 5:0-Sieg über die Detroit Lions gewann er mit seinem Team mit einem 17:10-Sieg über die San Francisco 49ers die NFC Meisterschaft. Manders scheiterte allerdings mit den Cowboys im Super Bowl V an den Baltimore Colts, die von Don McCafferty betreut wurden, mit 16:13.
Im Jahr 1971 gewann Dave Manders mit den Cowboys in der Regular Season elf von 14 Spielen und zog damit erneut in die Play-offs ein. Nach einem 14:3-Sieg über die San Francisco 49ers im NFC Endspiel gelang seinem Team unter Führung von Quarterback Roger Staubach im Super Bowl VI gegen die von Don Shula trainierten Miami Dolphins ein 24:3-Sieg. Mit der Hilfe von Manders gelangen Staubach zwei Touchdownpässe auf Tight End Mike Ditka und Wide Receiver Lance Alworth, Duane Thomas konnte mit Laufspiel einen Raumgewinn von 95 Yards erzielen. Einen Ball trug er in die Endzone der Dolphins.
Dave Manders spielte bis zum Jahr 1974 bei den Cowboys. Vor der Spielrunde 1975 beendete er seine Laufbahn.

## Nach der Laufbahn
Dave Manders ließ sich in McKinney, Texas, nieder und wurde ein erfolgreicher Geschäftsmann. Ab dem Jahr 1988 betrieb er sein eigenes Gartenbauunternehmen.

## Ehrungen
Dave Manders spielte einmal im Pro Bowl und wurde 1980 in die Upper Peninsula Sports Hall of Fame aufgenommen.

## Quelle
- Jens Plassmann: NFL – American Football. Das Spiel, die Stars, die Stories (= Rororo 9445 rororo Sport), Rowohlt, Reinbek bei Hamburg 1995, ISBN 3-499-19445-7
- Peter Golenbock: Landry's Boys: An Oral History of a Team and an Era, Triumph Books, 2005, ISBN 1-617-49954-4